# All Around the World (пісня Джастіна Бібера)
All Around the World (укр. По всьому світу) — пісня канадського співака Джастіна Бібера, з його третього студійного альбому Believe (2012). Написана Бібером, Сером Ноланом та Насрі із The Messengers у співпраці з Ludacris, як із запрошеним виконавцем. Це була друга співпраця Бібера з Ludacris, які раніше співпрацювали над «Baby» (2010). Вперше пісня вийшла 4 червня 2012 року як промосингл альбому. Пісня вийшла як четвертий міжнародний сингл та п’яти та останнім сингл альбому у США 26 лютого 2013 року. Трек у жанрі євроденс має подібний інструментарій до пісень Брітні Спірс, Кріса Брауна та Ашера. У тексті пісні Бібер виспівує свою любовну зацікавленість та те що «в усьому світі люди хочуть, щоб їх любили». «All Around the World» отримав переважно позитивні відгуки від музичних критиків, які привітали пісню в стилі євроденс. Пісня мала помірний успіх у всьому світі, потрапивши в десятки чартів у кількох країнах, як-от Бельгія, Канада та Норвегія. Бібер просував пісню за допомогою виступів наживо та музичного відео.

## Створення та композиція
Наприкінці 2011 року Бібер підтвердив в ефірі радіо Capital FM, що записує матеріал для свого третього студійного альбому, який спочатку мав вийти на початку 2012 року. Пізніше він поспілкувався з MTV News і зазначив, що Believe здивує людей по-різному, оскільки це музичний відступ від його попередніх робіт. «All Around the World» був написаний і спродюсований The Messengers і Ноланом Ламброзою, тоді як Бібер і Ludacris написали текст пісні. 25 травня 2012 року в мережі з’явилася немастерингова версія треку. Обкладинка промосинглу була представлена 4 червня 2012 року. На ній Бібер тримає акустичну гітару на плечі, стоячи на поверхні планети, в той час як місяць світиться позаду нього Того ж дня трек вийшов в iTunes Store за сприяння лейблу The Island Def Jam Music Group. Пізніше пісня вийшла як четвертий міжнародний сингл альбому, а також п’ятий і останній сингл у США 26 лютого 2013 року.
Це пісня в жанрі євроденс, включає важкі синті-поп елементи з характерним інструментальним звучанням, що робить пісню подібною до попередніх робіт Девіда Гетти. Музичні критики порівняли трек із композиціями Брітні Спірс «Till the World Ends» (2011) та Кріса Брауна «Beautiful People» (2011). У тексті Бібер співає про свою любовну зацікавленість і про те, що «в усьому світі люди хочуть, щоб їх любили» (англ. all around the world, people want to be loved). Трек починається рядками «Ти прекрасна, прекрасна/Ти повинна це знати/Я думаю, що вже час, думаю, що вже час/Що ти це покажеш» (англ. You're beautiful, beautiful/You should know it/I think it's time, think it's time/That you show it), які порівнювали з піснею One Direction «What Makes You Beautiful» (2011). Далі Бібер закликає дівчат звільнити свою внутрішню красу: «Запали це, так вибухонебезпечно/Чому ти поводишся так сором'язливо, стримуючись/Діджей поставить пісню ще раз» (англ. Light it up, so explosive/Why you acting so shy, holding back/DJ bring that back). Під своєї реп частини Ludacris згадує свою попередню співпрацю з Бібером над «Baby» (2010), співаючи: «Ще раз динамічний дует повернувся до цього!/ ДжБ, Ludacris!/ Я люблю все в тобі/ Ти недосконало досконала/Кожен мріє про красу/Але у тебе вона дійсно є» (англ. Once again, the dynamic duo is back at it!/ JB, Ludacris!/ I love everything about you/ You're imperfectly perfect/ Everyone's itching for beauty/But they're just scratching the surface).

## Реакції

### Відгуки критиків

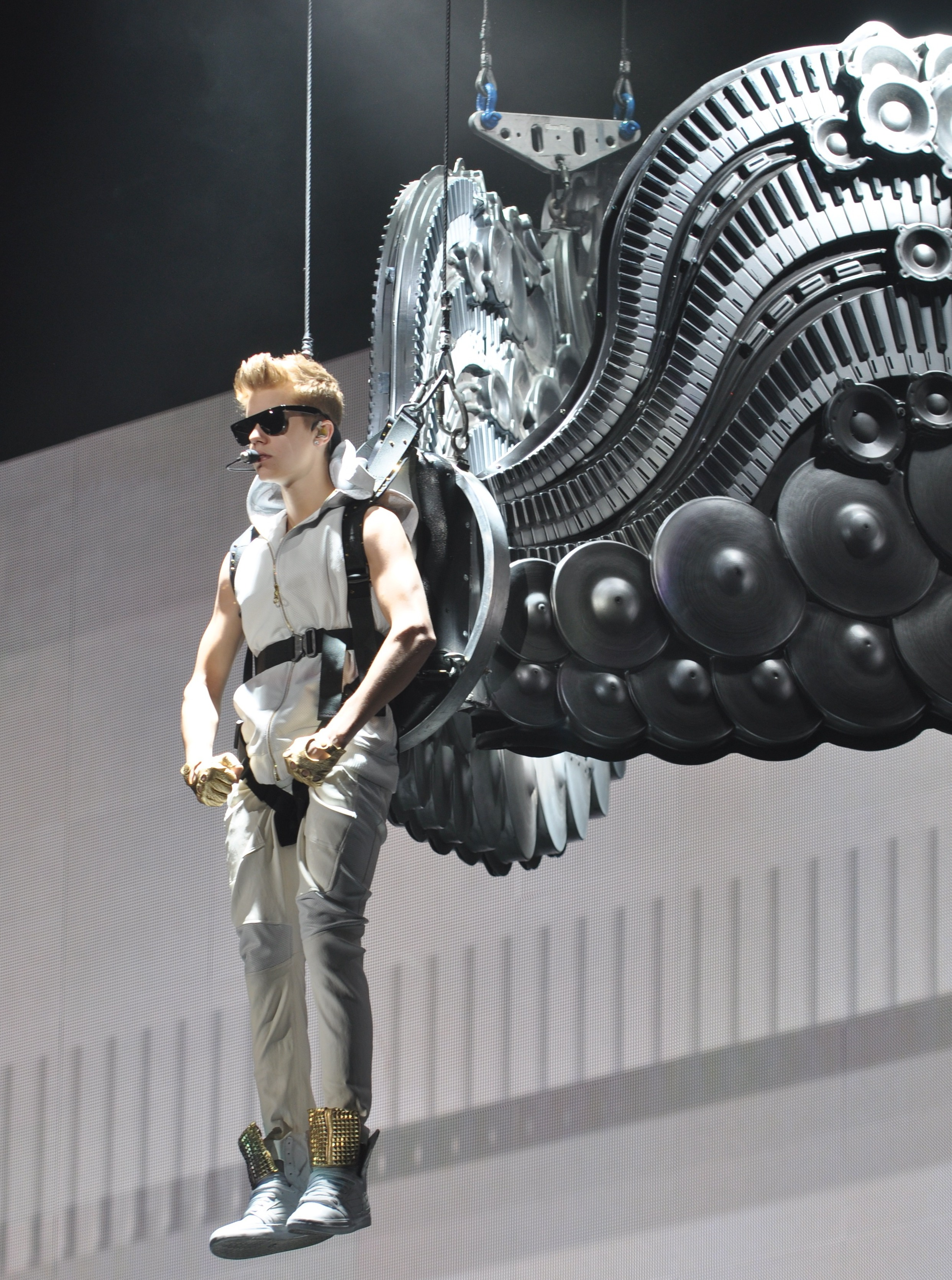
Бібер виконує «All Around the World» під час свого світового концертного туру Believe Tour у жовтні 2012.

«All Around the World» отримав переважно позитивні відгуки музичних критиків. Дженна Рубенштейн з MTV назвала сингл «клубним бенгерм, що качає», який є повним відхиленням від попередніх робіт Бібера, тоді як Дайдем Памбід з International Business Times заявила, що співак приєднався до «синті-поп спільноти» разом із Брітні Спірс, Крісом Брауном та Ашером. Джоселін Віна з MTV, заявила, що пісню міг би записати Ашер через «дрібний качовий» фон. Колумніст Entertainment Weekly Рей Рагман дав «All Around the World» позитивну рецензію і зазначив:
Євробіт, гідний The Wanted? Вокальна крутість Кріса Брауна? Тексти з пісень One Direction? Перевірте, перевірте і перевірте, будь ласка!
Рік Флоріно з Artistdirect оцінив «All Around the World» на п'ять із п'яти зірок і прокоментував, що трек є не тільки продовженням «Baby», але і «абсолютно новим рівнем для самої попмузики». Беккі Бейн з Idolator пояснила, що пісня є гарним прикладом того, як Бібер робить «дитячі кроки до обманутого дорослого життя через еволюцію своєї музики — зберігайте юнацький зміст, але робить біт таким, що ним може насолоджуватися старша публіка в клубах. Поки що це працює». Емі Скіаретто з Pop Crush дала композиції неоднозначну рецензію і назвала її дуже подібною до роботи Спірс, заявивши:
Якби ви сказали нам, що ця пісня була написана Брітні Спірс для її останнього альбому Femme Fatale, ми б повірили, тому що комп'ютеризований стиль і густі вокальні ефекти нагадують нам про недавні матеріали Брітні. Можна з упевненістю сказати, що «All Around the World» — це клубний бенгер. І хоч ми любимо Бібера, це поки що не наша улюблена пісня з Believe.

### Позиції в чартах
У Сполучених Штатах «All Around the World» дебютувала на 22-й сходинці чарту Billboard Hot 100 23 червня 2012 року, ставши найкращим дебютним синглом тижня. У чарті Pop Songs пісня піднялася до 19-ї сходинки. У канадському чарту Canadian Hot 100 вона досягла десятого місця. «All Around the World» дебютувала у британському чарті UK Singles Chart на 30-й сходинці 16 червня 2012 року. У Данії сингл дебютував на сьомій сходинці, протримавшись у чарті п’ять тижнів. У норвезькому чарті Norwegian Singles Chart пісня піднялася до третьої сходинки. «All Around the World» дебютував на 56-й сходинці шведського чарту, пізніше піднявшись до 41-ї сходинки, покинувши чарт через два тижні. Доріжка також досягла 34-ї сходинки в Австралії та 15-ї сходинки в Новій Зеландії, протримавшись два тижні в чартах обох країнах.

## Музичне відео
Прем'єра офіційного відео на пісню відбулася 12 квітня 2013 року. «Благословенний і вдячний робити те, що я роблю #AllAroundTheWorld. Дякую», — написав Бібер, поширюючи посилання на відео. Це «туристичне відео», яке повністю складається з різних відео з Бібером, який гастролює по світу, і переважно базується на його виступі у Мехіко. У відео також присутні панорами місць, які він відвідав в рамках туру, а також національні пам'ятники, включаючи Вежу Єлизавети, Ейфелеву вежу, Сіднейський оперний театр, Тадж Махал, Піраміди Гізи, Колізей та статую Христа-Спасителя в Бразилії. Ludacris також присутній на відео, коли виконує реп у пісні. У відео також присутні кадри, де Бібер позує з шанувальниками, деякі з яких плачуть і кричать.
Нардін Саад із Лос-Анджелес Таймс зазначила, що відео «на короткий час робить нас симпатиками Бібера та його відвертої минулорічної поведінки, зокрема, перевищення швидкості, можливо, куріння трави та часті прогулянки голяка» і назвала частину шанувальників «незабутніми». Раян Сікрест із того ж видання відзначив, що Бібер «доводить, що куди б він не пішов, завжди буде багато шанувальників, які підтримають його». Entertainment Weekly зазначає, що кліп «демонструє Джастіна Бібера в цілком білому костюмі та одягненому у шкіряній куртці. Ludacris з'являється у відео, вказуючи на те, що все це може бути прихованим приквелом до “Форсажу 6”». Крістіна Лі з Idolator описала відео як «кричуще» та написала, що воно «пропонує рожевий погляд на його статус суперзірки».

## Виконання наживо
Бібер виступив із «All Around the World» на Capital FM Summertime Ball 2012. Для виступу він носив рукавички без пальців, футболку з прапором Великої Британії із відповідним жилетом та джинсами. Співак також виконав трек під час промоконцерту в Європі 4 червня 2012 року разом з «Boyfriend» та «Die in Your Arms». Бібер також виконав «All Around the World» та «Boyfriend» на премії MuchMusic Video Awards 2012 17 червня. Пісня також використовується як початкова пісня у світовому концертному турі Бібера 2012—2013 років Believe Tour. Спускаючись з верхньої частини сцени, Бібер опускався на центр сцени в масивній парі крил вугільного кольору. Під час відтворення пісні до нього швидко приєднувалася трупа танцюристів. Виступ супроводжувався вибухами феєрверків, лазерними ліхтарями, що шалено вистрілювали зі стелі, конфетті, що подали на підлогу, а зі сцени линули шлейфи диму. Софі А. Шиллаці з Голлівуд-репортер дала негативний відгук про виконання пісні й написала, що
...якщо ви зможете пройти повз химерного входу на сцену Джастіна Бібера, що пролітає на безлічі величезних металевих крил під мелодію “All Around the World”, важко не посміхнутися на його виступі.

## Чарти та сертифікації

### Тижневі чарти
| Чарт (2012—2013)                                 | Найвища позиція |
| ------------------------------------------------ | --------------- |
| Австралія (ARIA)                                 | 34              |
| Австрія (Ö3 Austria Top 75)                      | 67              |
| Бельгія (Ultratop Flanders)                      | 48              |
| Бельгія (Ultratip Wallonia)                      | 4               |
| Belgium Dance (Ultratop Wallonia)                | 34              |
| Belgium Dance Bubbling Under (Ultratop Wallonia) | 1               |
| Канада (Canadian Hot 100)                        | 10              |
| Данія (Tracklisten)                              | 7               |
| Франція (SNEP)                                   | 63              |
| Німеччина (Official German Charts)               | 53              |
| Нідерланди (Mega Single Top 100)                 | 52              |
| Нова Зеландія (RIANZ)                            | 15              |
| Норвегія (VG-lista)                              | 3               |
| Іспанія (PROMUSICAE)                             | 35              |
| Швеція (Sverigetopplistan)                       | 41              |
| Велика Британія (Official Charts Company)        | 30              |
| США (Billboard Hot 100)                          | 22              |
| США (Mainstream Top 40) (Billboard)              | 19              |
| США (Rhythmic) (Billboard)                       | 39              |

### Сертифікації
| Регіон | Організація  | Сертифікація |
| ------ | ------------ | ------------ |
| Канада | Music Canada | Платиновий   |
| США    | RIAA         | Платиновий   |

## Історія випуску
| Регіон          | Дата           | Формат                             | Лейбл |
| --------------- | -------------- | ---------------------------------- | ----- |
| Світ            | 4 червня 2012  | Цифрове завантаження — Промо-сингл | IDJMG |
| США             | 26 лютого 2013 | Contemporary hit radio             | IDJMG |
| Велика Британія | 1 квітня 2013  | Contemporary hit radio             | IDJMG |
| США             | 23 квітня 2013 | Rhythmic contemporary              | IDJMG |